# جوني ريد
جوني ريد (بالإنجليزية: Johnny Reid)‏ (13 سبتمبر 1896 بغلاسكو في المملكة المتحدة - 28 فبراير 1980) هو لاعب كرة قدم بريطاني (وحمل سابقاً جنسية المملكة المتحدة لبريطانيا العظمى وأيرلندا) في مركز الهجوم. لعب مع فول ريفر ماركسمين وBrooklyn Wanderers ‏ وPhiladelphia Field Club ‏ وPawtucket Rangers ‏.